# HD 161693
HD 161693，又名BD+53 1978，SAO 30538、HR 6618，是一颗恒星，视星等为5.75，位于銀經81.49，銀緯31.36，其B1900.0坐标为赤經17h 41m 53.8s，赤緯+53° 31.36′ 37″。